# Bernard Gravier
Bernard Rémy Léopold Adolphe Octave Gravier (* 20. Februar 1881 in Toulon; † 13. August 1923 in Paris) war ein französischer Degenfechter.

## Erfolge
Bernard Gravier nahm an den Olympischen Spielen 1908 in London teil. Im Einzel schied er in der zweiten Runde aus, während er im Mannschaftswettbewerb mit der französischen Equipe nach Siegen über Dänemark und Großbritannien in das Gefecht um Gold gegen Belgien einzog. Frankreich blieb in diesem siegreich, sodass Gravier gemeinsam mit Gaston Alibert, Herman Georges Berger, Charles Collignon, Alexandre Lippmann, Eugène Olivier und Jean Stern Olympiasieger wurde.